# موين.موين
موين موين (بالإنجليزية: MoinMoin)‏ محرك ويكي كُتب بلغة بايثون اعتماداً على محرك ويكي يدعي بيكي بيكي . موين موين برنامج حر يوزع تحت رخصة جنو العمومية.
يأتي أصل الاسم موين Moin من الألمانية القديمة وتعني مرحباً وتكافئ في الإنجليزية كلمة Hello.
نظراً لتميزه بعدد من المميزات مثل مجموعات المستخدمين البسيطة، والمحرر ذو الواجهة الرسومية GUI editor ، وسهولة التنصيب، ونظام الحماية ذو الكفاءة والبساطة بالإضافة إلى بساطة الشيفرة الأساسية للمحرك. هذه الخصائص جعلت منه اختياراً للعديد من المشاريع مفتوحة المصدر مثل أوبونتو وفيدورا ودبيان وغيرهم.